# Engelbert 1. af Nassau-Dillenburg
Engelbert 1. (født 1370 i Dillenburg, død 3. maj 1442 i Breda) var greve af  Nassau-Dillenburg fra 1420 til 1442. 

## Forældre
Engelbrecht 1. var søn af Johan 1. af Nassau-Dillenburg og Margarethe af Mark-Kleve.

## Ægteskab og børn
Engelbrecht 1. giftede sig med den velhavende Johanna van Polanen (1392–1445) (arving til  blandt andet Breda i Noord-Brabant). 
Deres ældste søn Johan 4. af Nassau-Dillenburg (1410–1475) arvede Nassau-Dillenburg, Nassau-Breda, Vianden og Nassau-Dietz. 

## Grundlægger af et belgisk universitetet
Engelbrecht 1. var rådgiver for hertug Anton af Brabant. I 1425 grundlagde han Katholieke Universiteit Leuven.
1. ↑  Navnet er anført på engelsk og stammer fra Wikidata hvor navnet endnu ikke findes på dansk.
2. ↑  Navnet er anført på nederlandsk og stammer fra Wikidata hvor navnet endnu ikke findes på dansk.
3. ↑  Navnet er anført på engelsk og stammer fra Wikidata hvor navnet endnu ikke findes på dansk.